# Chaetozone gayheadia
Chaetozone gayheadia är en ringmaskart som beskrevs av Hartman 1965. Chaetozone gayheadia ingår i släktet Chaetozone och familjen Cirratulidae. Inga underarter finns listade i Catalogue of Life.